# 부평구의회
부평구의회는 인천광역시 부평구 지역을 관할하는 기초의회이다.